# Kompleks Jonasza
Kompleks Jonasza – postawa charakteryzująca się pragnieniem odstąpienia od własnego życiowego powołania, losu, wielkości, lęk przed podjęciem nowych wyzwań i ról życiowych np. małżonka, rodzica, partnera bądź przed koniecznością rozwiązania problemów partnerskich itp. 
Nazwa nawiązuje do biblijnego Jonasza - proroka, któremu Bóg zlecił grożenie sądem mieszkańcom miasta Niniwy. Jonaszowi nie odpowiadała ta misja i uciekł. Po wielu przygodach, w końcu posłuszny swemu losowi – udał się do Niniwy.